# Marići (Kanfanar)
Marići is een plaats in de gemeente Kanfanar in de Kroatische provincie Istrië. De plaats telt 121 inwoners (2001).